# Microsoft Lumia 950
Das Microsoft Lumia 950 und das Microsoft Lumia 950 XL sind die ersten beiden Smartphones des US-amerikanischen Unternehmens Microsoft, die mit Microsoft Windows 10 Mobile ausgeliefert wurden; Microsoft stellte die Geräte zusammen mit dem Einsteigertelefon Lumia 550 am 6. Oktober 2015 vor. Die von Microsoft als Flagship-Modelle positionierten Smartphones sind seit dem 27. November 2015 erhältlich und lösen innerhalb der Lumia-Modell-Nummerierung das Nokia Lumia 930 und 1520 ab. Die Herstellung beider Smartphones wurde 2017 eingestellt, Software-Updates wurden bis Dezember 2019 bereitgestellt.

## Spezifikationen
Das Microsoft Lumia 950 besitzt einen 5,2-Zoll (13,21 cm) großen Bildschirm mit einer Auflösung von 2560 × 1440 Pixeln (AMOLED, Gorilla Glass 3).
Das größere Phablet-Schwestermodell Microsoft Lumia 950 XL nutzt einen 5,7-Zoll (14,48 cm) großen Bildschirm mit gleicher Auflösung (2560 × 1440 Pixel). 
Beide Geräte laufen unter dem Betriebssystem Windows 10 Mobile. Der Prozessor ist ein mit 1,8 GHz (XL: 2 GHz) getakteter Snapdragon-808 (XL: 810) von Qualcomm, der auf drei Gigabyte Arbeitsspeicher und 32 GB Massenspeicher – der offiziell auf 200 GB erweiterbar ist – zugreifen kann. Die Kamera besitzt einen optischen Bildstabilisator, ein Carl-Zeiss-Objektiv und 20 Megapixel Auflösung. Der Akku hat eine Kapazität von 3000 mAh (XL: 3340 mAh), kann schnell sowie drahtlos geladen werden und ist jeweils auswechselbar.
Entsprechend der seit 2015 einheitlichen Nummerierung der einzelnen Microsoft-Lumia-Modelle verkörpern beide die höchste Geräteklasse 9 (9XX). Weiterhin sind sie als fünfte Gerätegeneration (X5X) gekennzeichnet, d. h. beides sind Windows-10-Mobile-Modelle.

## Besonderheiten
Die bei beiden Geräten vorinstallierte App Microsoft Continuum erlaubt – entweder über das Microsoft-Display-Dock und eine USB-/HDMI-Verbindung oder schnurlos per Miracast – die direkte Ausgabe des Bildschirminhalts an einen externen Monitor, während das Smartphone selbst für Anrufe etc. benutzbar bleibt. Per angeschlossener Maus und Tastatur ist das 950/950 XL wie ein Windows-10-PC nutzbar; hier funktionieren allerdings nur Universal-Apps, etwa die Microsoft-Office-Apps, der Edge-Browser sowie die Outlook-App. Bei Verwendung des Display-Dock sind auch USB-Datenträger verwendbar.

Im Vergleich zu vorhergehenden Lumia-Flagship-Modellen ist die Berührungsempfindlichkeit des Bildschirms eingeschränkt. Das zunächst fehlende Doppeltippen zum Aufwachen wird seit Juli 2016 unterstützt.

Galerie
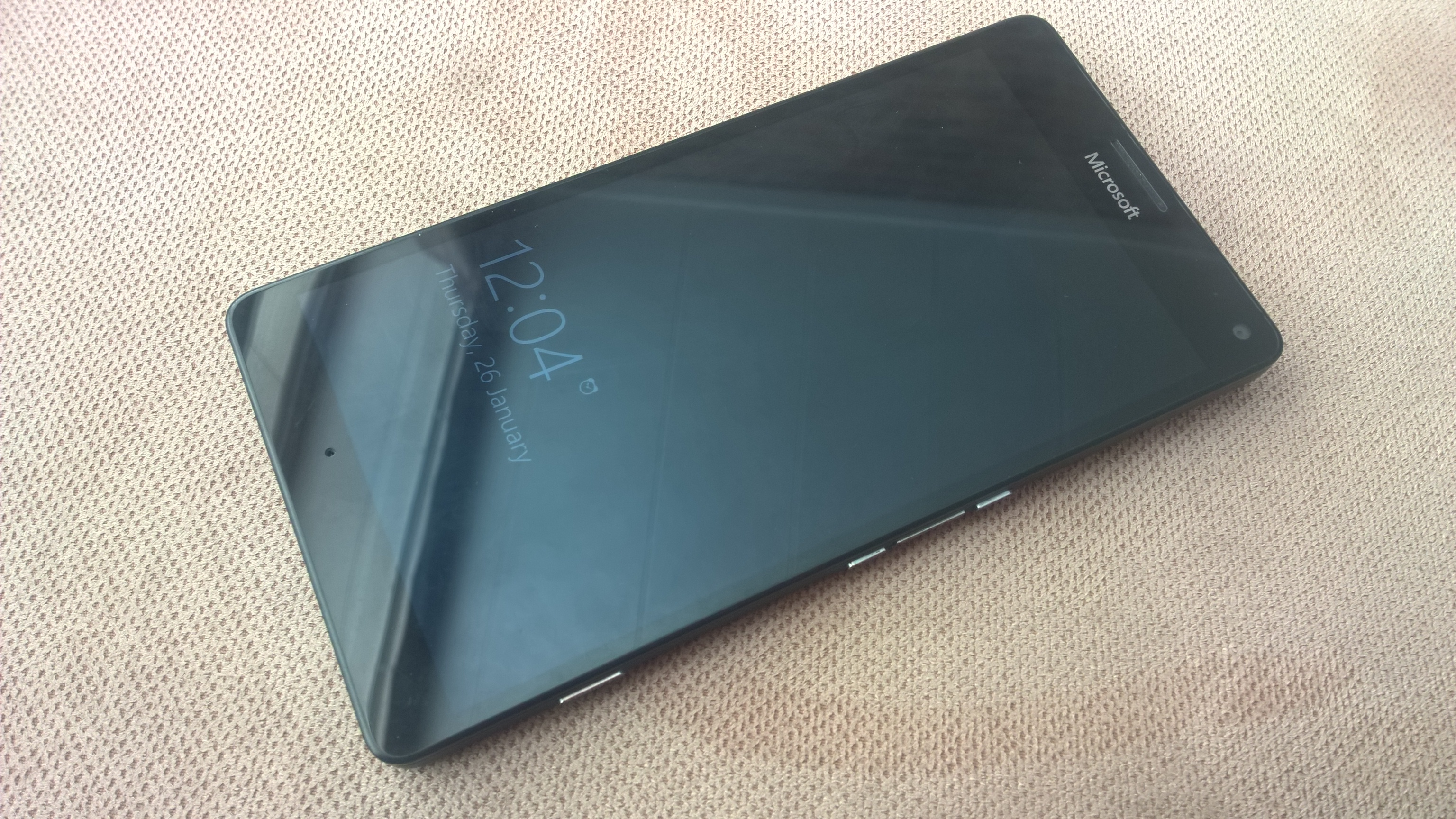
Microsoft Lumia 950 mit GlanceScreen
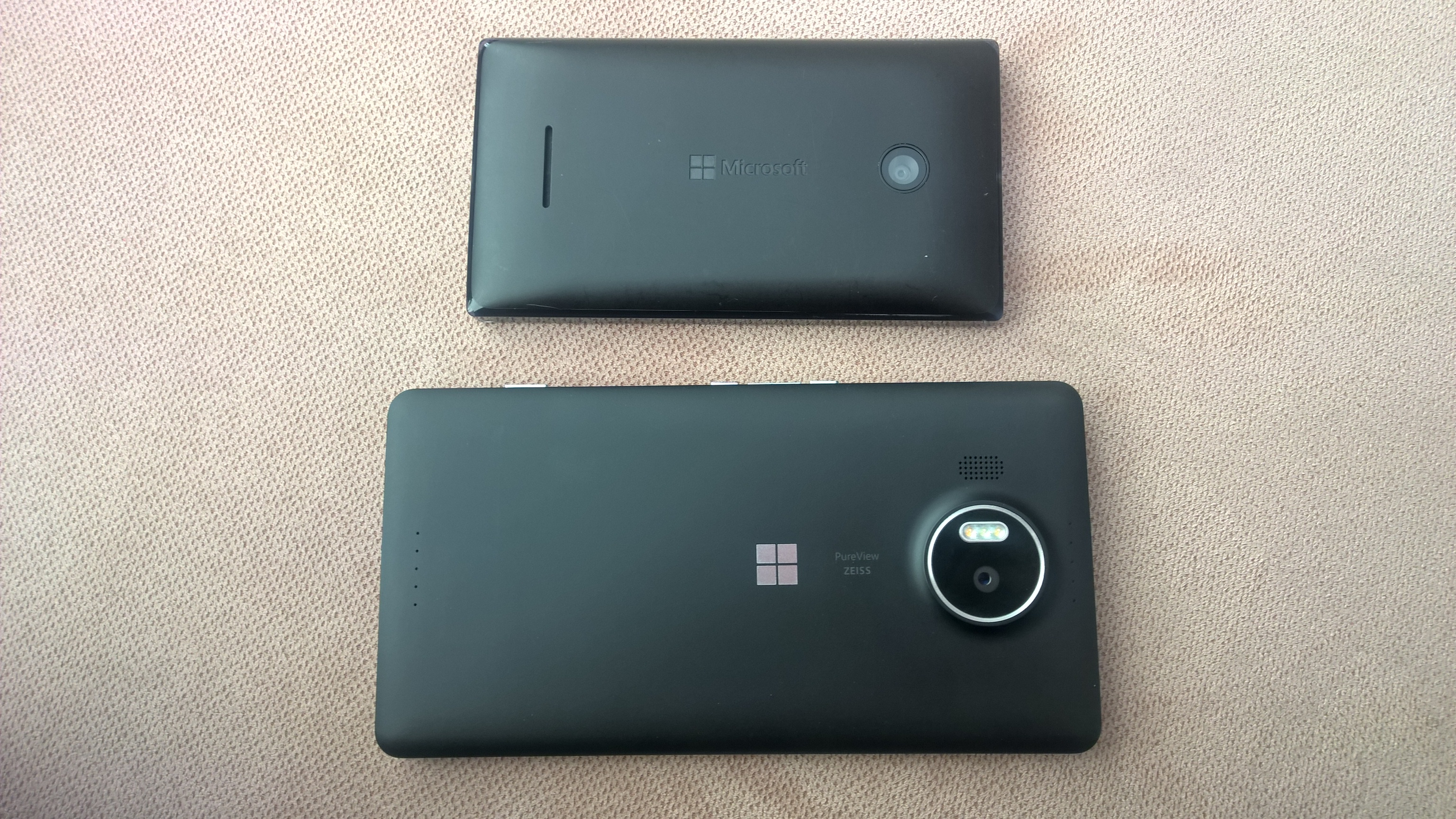
Lumia 950 XL neben dem Lumia 532
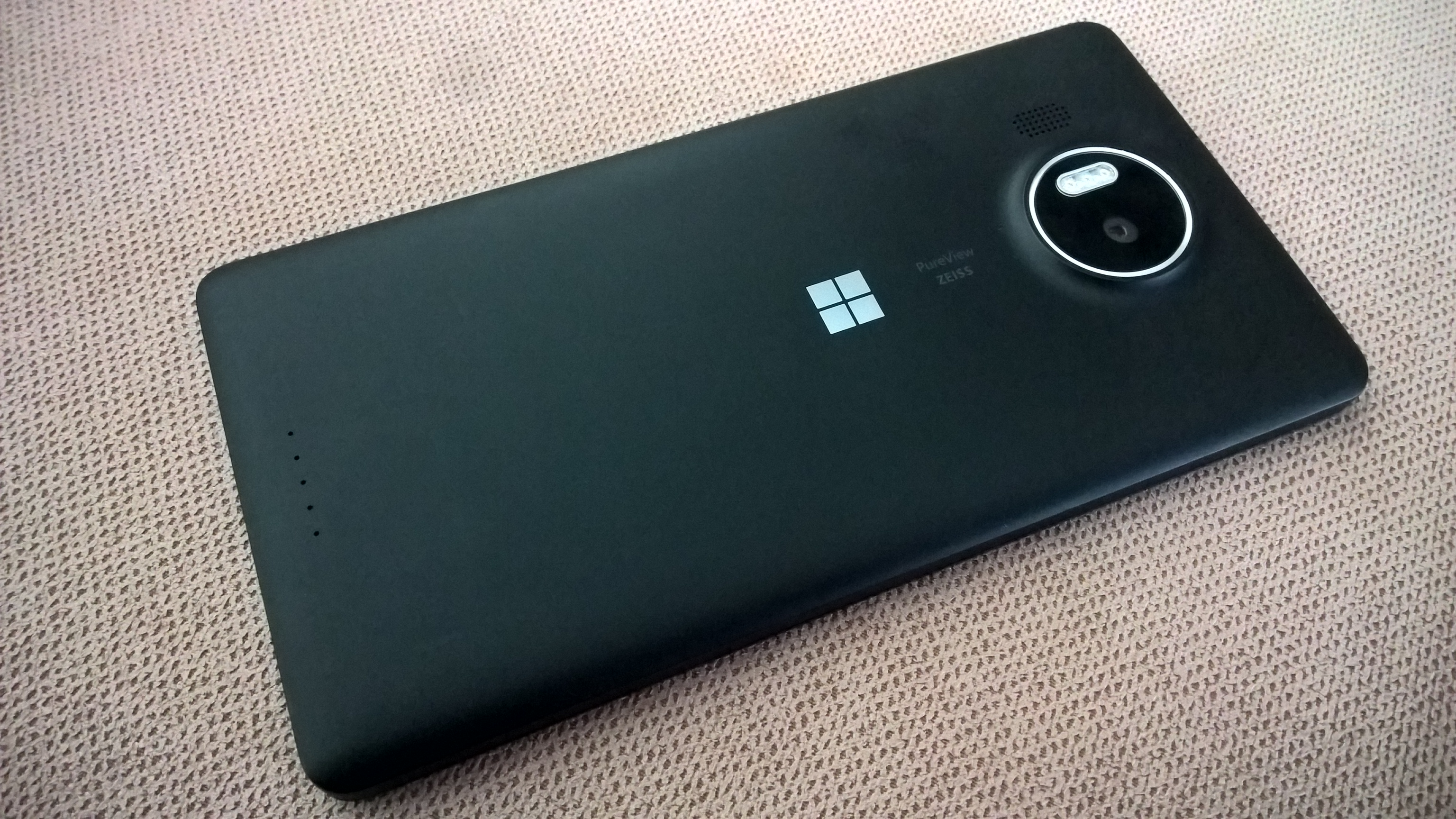
Lumia 950 XL